# Tubifex
Tubifex é um gênero de pequenos vermes avermelhados que vivem no fundo dos mares, esgoto, lagoa e rios em diversos continentes. Os tubifex medem em torno de 1 centímetro e formam colônias muito densas de em torno de 20 cm de tamanho. Os tubifex são largamente utilizados em aquariofilia como alimento vivo para peixes ornamentais. Existem mais de dez espécies conhecidas.